# Lapponia (Werk)

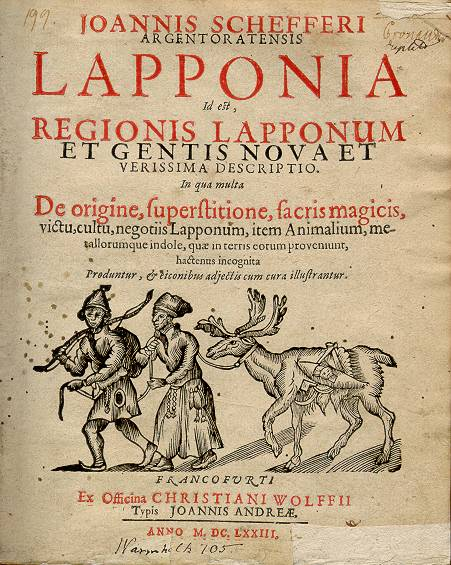
Titelseite der Originalausgabe von Lapponia von 1673

Lapponia ist ein Werk des deutsch-schwedischen Gelehrten Johannes Scheffer. Es hatte maßgeblichen Einfluss auf die Vorstellungen und Sichtweisen der Europäer auf die Lebensweise der Samen. Das 1673 in Frankfurt am Main auf Latein erschienene Werk avancierte schnell zum Bestseller und wurde bis 1675 ins Französische, Englische, Niederländische und Deutsche übersetzt. Die Übersetzung ins Schwedische von 1673 war unvollständig, weshalb das Werk in seiner Gesamtheit in Schweden erst in den 1950er-Jahren publiziert wurde.

## Hintergrund
Die Entstehung der Lapponia geschah im Auftrag des schwedischen Reichskanzlers. Ziel war es, die Lebensweise und den Lebensraum der Samen zu erforschen (damals noch als „Lappen“ bezeichnet). Unter anderem ging man damit auf Unterstellungen der Katholischen Liga ein, die schwedische Armee hätte während des Dreißigjährigen Krieges samische Schamanen und deren Zauberkünste gegen ihre Feinde eingesetzt. Ergänzt wurde Scheffers Werk unter anderem 1763 durch den Iter Lapponicum des schwedischen Forschers Carl von Linné.

## Inhalt
Mit Scheffers Lapponia festigte sich das auch heute in weiten Teilen vorherrschende Stereotyp der „naturverbundenen, Rentierhütenden, in rauchigen Zelten [...] im Grenzsaum Europas lebenden Samen“. Trotzdem ist die Lapponia eines der ersten Forschungswerke über die Samen und ihre Kultur und deshalb auch bleibenden Eindruck hinterlassen. Zuvor waren Sápmi und dessen Bewohner von geringem Interesse für die meisten Bewohner Europas gewesen. Die von den Sami selbst gelieferte Wissensweitergabe erfolgte bis ins 20. Jahrhundert rein mündlich. Dies trug dazu bei, dass viele Bewohner Europas bis zum Erscheinen der Lapponia keine Möglichkeit hatten, sich ausreichend über dieses Volk zu informieren. Scheffer stütze seine Forschung auch auf den wichtigen samische Helfer Olaus Sirma, welcher oft als Übersetzer fungierten.
Nicht zuletzt wurde die Lapponia durch zwei, von Sirma auf Kemisamisch beigetragene Joiks sehr bekannt. Diese wurden zunächst von Sirma und Scheffer auf Schwedisch und von Scheffer zusätzlich auf Latein übersetzt. Diese, für den Rest Europas bisher unbekannte Form der Lyrik, erfreute sich besonders in England großer Beliebtheit und wurde auch in Johann Gottfried Herders Stimmen der Völker in Liedern rezipiert. Gleichzeitig markiert die Herausgabe dieser beiden Texte in der Lapponia den Anfang der samischen Lyrik.

## Ausgaben
- Johannes Scheffer: Lapponia : id est, regionis Lapponum et gentis nova et verissima descriptio. Frankfurt am Main 1673 (Latein).
- Johannes Scheffer: Lappland, Das ist : Neue und wahrhafftige Beschreibung von Lappland und dessen Einwohnern. Frankfurt am Main 1673.